# Goniomma blanci
Goniomma blanci är en myrart som först beskrevs av Andre 1881.  Goniomma blanci ingår i släktet Goniomma och familjen myror. Inga underarter finns listade i Catalogue of Life.